# Papuaphiloscia arcangeli
Papuaphiloscia arcangeli är en kräftdjursart som beskrevs av Kae Kyoung Kwon och Stefano Taiti 1993. Papuaphiloscia arcangeli ingår i släktet Papuaphiloscia och familjen Philosciidae. Inga underarter finns listade i Catalogue of Life.